# Ugo Tognazzi
Ugo Tognazzi, född 23 mars 1922 i Cremona i Lombardiet, död 27 oktober 1990 i Rom i Lazio, var en italiensk skådespelare. Han var far till skådespelarna Ricky Tognazzi och Gianmarco Tognazzi, samt regissören och producenten Thomas Robsahm.

## Filmografi i urval
- 1953 – L'amore in città (delen Gli italiani si voltano)
- 1963 – I mostri
- 1963 – Ro.Go.Pa.G. (RoGoPaG)
- 1965 – Io la conoscevo bene (I Knew Her Well)
- 1968 – Barbarella
- 1969 – Svinstian
- 1970 – Mannen som kom på kaffe och…
- 1971 – I det italienska folkets namn
- 1973 – Brakfesten
- 1974 – Rör inte den vita kvinnan
- 1975 – Det gamla gänget
- 1977 – I nuovi mostri
- 1978 – Får jag presentera: Min mamma, herr Albin
- 1980 – Mamma Albin som hemlig agent
- 1980 – Terrassen
- 1982 – Amici miei - Atto II° ("Det gamla gänget - Del 2")
- 1985 – Amici miei - Atto III° ("Det gamla gänget - Del 3")
- 1985 – La Cage aux Folles 3 – bröllopet